# Mile Jedinak
Michael John „Mile“ Jedinak (* 3. August 1984 in Sydney) ist ein ehemaliger australischer Fußballspieler.

## Vereinskarriere

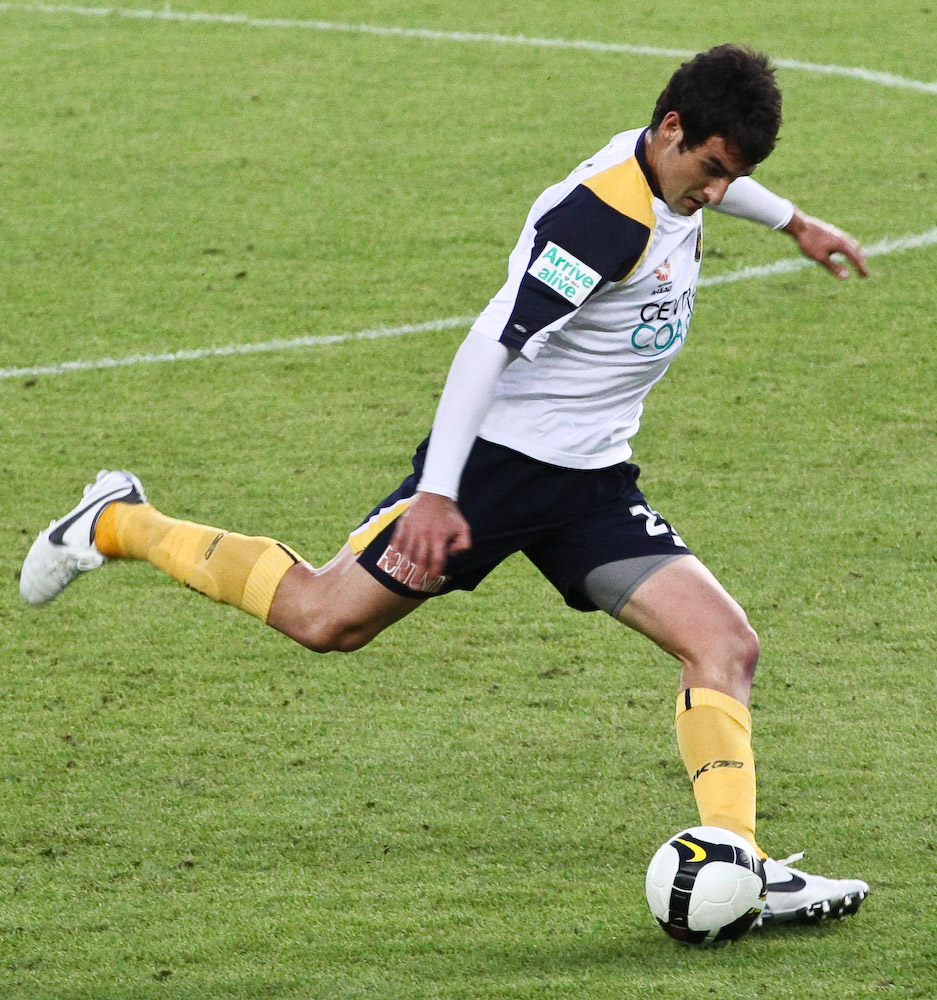
Jedinak im Dress der Central Coast Mariners (2008)

Jedinak begann 2000 seine Karriere im Erwachsenenbereich bei Sydney United in der National Soccer League (NSL). Nachdem er in der Saison 2002/03 den Durchbruch geschafft hatte, wechselte er im Sommer 2003 nach Kroatien, in das Geburtsland seiner Eltern, und heuerte beim NK Varteks an. Allerdings kehrte aber bereits 2004 wieder zu Sydney United zurück, die nach Einstellung der NSL in der NSW Premier League spielten. 2006 gewann er mit United die Ligameisterschaft und trainierte in der Folge mit dem A-League-Klub Central Coast Mariners. Bei den Mariners gehörte er in der Saison 2006/07 nicht zum regulären Kader, wurde aber mehrfach mit Kurzzeitverträgen ausgestattet, um den Ausfall verletzter Spieler zu kompensieren. Er debütierte am 12. November 2006 in der A-League und kam in den folgenden Wochen zu sieben weiteren Einsätzen. In der Saisonpause spielte er wieder für Sydney United, bereits im Februar 2007 unterzeichnete er zur Spielzeit 2007/08 einen festen Vertrag bei den Mariners.
Als Stammspieler erreichte Jedinak mit den Mariners 2008 das Meisterschaftsfinale, nachdem man als Erstplatzierter der regulären Saison im Halbfinale die Jets mit 3:2 nach Hin- und Rückspiel bezwang. Im Finale traf man erneut auf die Jets, unterlag im entscheidenden Spiel aber mit 0:1. Im Verlauf der Saison 2008/09 konnte Jedinak seine guten Leistungen aus der Vorsaison bestätigen und unterzeichnete Ende Dezember 2008 einen Vertrag beim türkischen Erstligisten Gençlerbirliği Ankara, bei dem zu diesem Zeitpunkt mit James Troisi und Bruce Djite bereits zwei weitere Australier unter Vertrag standen. Zur Saison 2009/10 wurde er auf Leihbasis zum Ligakonkurrenten Antalyaspor abgegeben, für die er in der Hinrunde beide Treffer beim 2:0-Sieg gegen seinen Stammverein Gençlerbirliği erzielte.
Nach dem Auslaufen des Leihvertrages spielte Jedinak wieder für Gençlerbirliği und absolvierte für den Verein noch 21 Liga- und 5 Pokalspiele, in denen er insgesamt fünf Treffer erzielte. Nach der Saison 2010/2011 verließ Jedinak jedoch Ankara und schloss sich dem englischen Zweitligisten Crystal Palace an. Dort erhielt er einen Vertrag bis 2014.
In seiner zweiten Saison gelang ihm mit „Palace“ der Aufstieg in die Premier League. Dort verbrachte er drei weitere Jahre, bevor es ihn im August 2016 zu Aston Villa zog, das kurz zuvor in die zweite Liga abgestiegen war. Wie schon mit Crystal Palace, gelang Jedinak auch mit den „Villans“ der Aufstieg in die englische Eliteklasse, in diesem Fall in seiner dritten Saison. Nach diesem Erfolg wurde jedoch sein Vertrag nicht verlängert. Am 12. Juli 2020 – ein Jahr nach dem Abgang von Aston Villa – beendete Mile Jedinak seine aktive Karriere.

## Nationalmannschaft

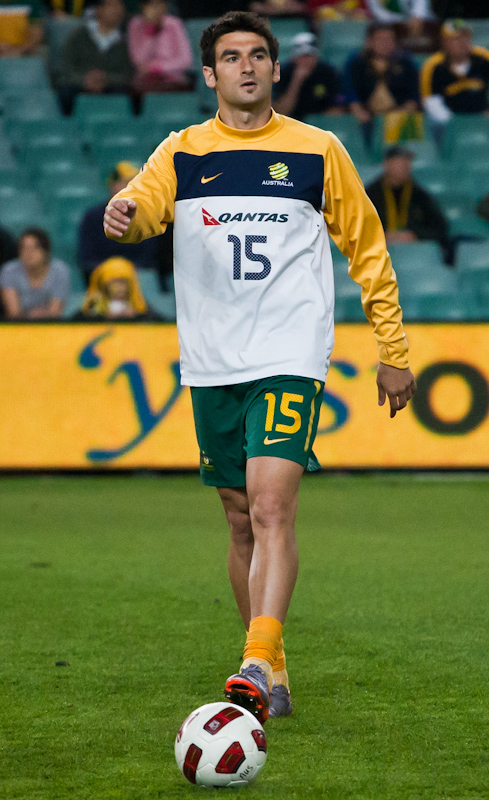
Jedinak vor einem Spiel der australischen Nationalelf (2010)

Jedinak spielte zwischen Oktober und Dezember 2003 insgesamt neunmal für die australische U-20-Auswahl zum Einsatz, darunter bei der Junioren-WM 2003, als Australien nach Siegen über Kanada und Brasilien als Gruppensieger ins Achtelfinale einzog. Dort scheiterte man an der Mannschaft des Gastgebers Vereinigte Arabische Emirate.
Im März 2008 debütierte er in der australischen A-Nationalmannschaft in einem Freundschaftsspiel gegen Singapur. In den folgenden Monaten kam er in mehreren Partien der Qualifikation für die Asienmeisterschaft 2011 zum Einsatz. Außerdem nahm er an der Weltmeisterschaft 2010 teil und kam dort zu einem Einsatz. 2011 wurde er außerdem in den Kader für die Asienmeisterschaft berufen. Dort absolvierte er sechs Spiele und erreichte mit seiner Mannschaft das Finale, das knapp gegen Japan verloren wurde.
2017 erzielte er im Play-off-Rückspiel zur Teilnahme an der Weltmeisterschaft 2018 alle drei australischen Tore beim 3:1-Sieg über Honduras und hatte damit entscheidenden Anteil an der erfolgreichen Qualifikation. Bei der WM traf er sowohl zum Auftakt beim 1:2 gegen Frankreich als auch beim 1:1 im zweiten Gruppenspiel gegen Dänemark vom Elfmeterpunkt.
Nach insgesamt 79 A-Länderspielen verkündete Jelinank im Herbst 2018 seinen Rücktritt aus der Nationalmannschaft.

## Erfolge

### Nationalmannschaft
Australien
- Asien-Meister (1): 2015